# Soria Zeroual
Soria Zeroual, in arabo ثريا زروال (Batna, 14 maggio 1970), è un'attrice algerina.
Nel 2016, per la sua interpretazione da protagonista nel film Fatima, diretto da Philippe Faucon, ha ricevuto la candidatura al Premio César per la migliore attrice.